# Добра коб
Добра коб је југословенски филм из 1964. године.

## Радња
У ловиште стиже непознат странац Хигинс са женом Кети. По многим стварним и привидним компонентама, то би могао бити убица ловочуваревог оца којег је један сличан Немац устрелио за време рата. То није била обична смрт, већ смрт за опкладу.
Ловочувара Марка почињу да море сумње, док његов стриц од првог момента верује да му је братов убица ступио пред очи.
Читав филм је испреплетен реминисценцијама које нас враћају у ратно доба и Марка подсећају на породичну трагедију.

## Улоге
| Глумац                   | Улога       |
| ------------------------ | ----------- |
| Оливера Катарина         | Кети        |
| Есад Казановић           | Чика Јанко  |
| Весна Крајина            | Мара        |
| Берт Сотлар              | Ален Хигинс |
| Петар Вртипрашки         | Стриц       |
| Велимир Бата Живојиновић | Марко       |

## Занимљивости
- У овом филму је дебитовала српска глумица Оливера Катарина.[2]